# Onglières
Onglières là một xã trong vùng hành chính Franche-Comté, thuộc tỉnh Jura, quận Lons-le-Saunier (quận), tổng Nozeroy. Tọa độ địa lý của xã là 46° 47' vĩ độ bắc, 06° 00' kinh độ đông. Onglières nằm trên độ cao trung bình là 820 mét trên mực nước biển, có điểm thấp nhất là 728 mét và điểm cao nhất là 892 mét. Xã có diện tích 8.99 km², dân số vào thời điểm 2004 là 69 người; mật độ dân số là 8 người/km².

## Thông tin nhân khẩu
| 1962 | 1968 | 1975 | 1982 | 1990 | 1999 |
| ---- | ---- | ---- | ---- | ---- | ---- |
| 77   | 94   | 77   | 79   | 60   | 70   |

## Địa điểm tham quan
Nhà thờ của Onglières được xây vào khoảng 1680, tu bổ và cải tạo năm 1850.